# Nakata Hidetosi
Nakata Hidetosi (中田 英寿; Hepburn: Hidetoshi Nakata; Kófu, 1977. január 22. –) japán labdarúgó, generációjának egyik leghíresebb ázsiai játékosa. 1997-ben és ’98-ban az Ázsiai Labdarúgó-szövetség az év játékosának választotta. Több mint egy évtizedes pályafutása alatt Japánban, Olaszországban és Angliában is játszott.

## Pályafutása

### Klubcsapatokban
Hivatásos labdarúgói pályafutását 18 évesen, 1995-ben kezdte a japán ligában a Bellmare Hiracuka (ma Sónan Bellmare) csapatában.
A franciaországi világbajnokság után a Serie A-ban szereplő Perugia-hoz szerződött. Nakata volt a második japán labdarúgó Miura Kazujosi után, aki az olasz bajnokságban játszhatott. Első idényében 10 gólig jutott.
2000 januárjában, a Perugiában eltöltött másfél év után, Nakata az AS Romában folytatta pályafutását. Csapatával megnyerte a bajnokságot: a Juventus elleni 2001. május 6-ai mérkőzésen, Francesco Totti cseréjeként beállva 0–2-es állásnál szépített és az egyenlítő gólból is kivette a részét. 2001-től két és fél éven keresztül Parmaban futballozott.
2004 januárjában kölcsönben a Bologna játékosa lett, ahol a 2003–04-es idény hátralévő részét töltötte. A következő szezonban már a Fiorentina csapatát erősítette.
A 2005–06-os szezonban kölcsönben az angol bajnokságban szereplő Bolton Wanderersben játszott.

### Válogatottban
Miután szerepelt az 1993-as U17-es és az 1995-ös U20-as világbajnokságon, tagja volt az 1996-os nyári olimpiai játékokon részt vevő japán válogatott keretének.
A felnőtt válogatottban 1997. májusában mutatkozott be egy Dél-Korea elleni mérkőzésen. Tevékeny részt vállalt abból, hogy Japán története során először jutott ki világbajnokságra 1998-ban. Összesen 5 gólt szerzett a selejtezőkben, melyből hármat az Irán elleni pótselejtezőn. Tagja volt az 1998-as labdarúgó-világbajnokságra utazó japán keretnek. Részt vett a 2000-es nyári olimpiai játékokon.
Segített abban, hogy Japán a 2001-es konföderációs-kupán bejusson a döntőbe. A végső megmérettetés előtt azonban elhagyta a nemzeti csapatot, hogy visszatérjen Rómába a bajnokság utolsó mérkőzésére.
A 2002-es labdarúgó-világbajnokságon, amelyet Dél-Korea és Japán közösen rendezett, Nakata csapata minden mérkőzésen játszott és a Tunézia ellen 2–0-ra megnyert csoportmérkőzésen gólt is szerzett.
A 2006-os labdarúgó-világbajnokságon csapata mindhárom csoportmérkőzésén játszott. A torna után 2006. július 3-án bejelentette visszavonulását a profi labdarúgástól.

## Válogatott statisztika
| Japán labdarúgó-válogatott | Japán labdarúgó-válogatott | Japán labdarúgó-válogatott |
| Év                         | Mérk.                      | Gólok                      |
| -------------------------- | -------------------------- | -------------------------- |
| 1997                       | 16                         | 5                          |
| 1998                       | 10                         | 1                          |
| 1999                       | 3                          | 0                          |
| 2000                       | 4                          | 0                          |
| 2001                       | 7                          | 1                          |
| 2002                       | 8                          | 2                          |
| 2003                       | 11                         | 1                          |
| 2004                       | 2                          | 0                          |
| 2005                       | 10                         | 0                          |
| 2006                       | 6                          | 1                          |
| Összesen                   | 77                         | 11                         |

## Sikerei, díjai
Bellmare Hiracuka
- Kupagyőztesek Ázsia-kupája (1): 1996
- Ázsiai labdarúgó-szuperkupa döntős (1): 1996

AS Roma
- Olasz bajnok (1): 2000–01

Parma
- Olasz kupa (1): 2001–02
- Olasz szuperkupa döntős (1): 2002

Japán
- U19-es Ázsia-bajnokság ezüstérmes (1): 1994
- Dinasztia kupa (1): 1998
- Konföderációs kupa ezüstérmes (1): 2001

Egyéni
- Az év ázsiai labdarúgója (2): 1997, 1998
- FIFA 100